# Lorraine Ellison (álbum)
Lorraine Ellison es el tercer y último álbum de estudio de la cantante estadounidense del mismo nombre. Fue publicado en julio de 1974 a través de Warner Bros. Records.

## Grabación y contenido
Las sesiones de grabación de Lorraine Ellison tuvieron lugar en tres estudios diferentes de California: Warner Bros., United Recorders y The Burbank. Ted Templeman produjo el álbum, y Donn Landee se desempeñó como ingeniero de audio. Lorraine Ellison contenía nueve canciones. Cuatro de las canciones fueron escritas o coescritas por la propia Ellison. El álbum también incluía una versión de «Many Rivers to Cross» de Jimmy Cliff. En una entrevista con David Nathan, Ellison declaró: “[Warner Bros.] me dijo que Ted había querido grabar conmigo, así que comenzamos a trabajar a principios de 1973 — y grabamos el nuevo álbum en dos partes, con un intervalo de unos cuatro meses entre ellas. Realmente no sé qué fue lo que llevó tanto tiempo — supongo que fue el hecho de que Ted tenía otros compromisos de producción y demás. De todos modos, debo decir que he estado más feliz, más relajada, trabajando con Ted en este álbum que nunca antes. En muchos sentidos, me ha dado el tipo de libertad que necesitaba al sentarse a discutir las canciones conmigo y demás”.
«No Relief» llevó un total de 29 tomas para completarla. Ellison recordó, “[El tecladista] Mark Jordan escribió esa canción y tenía su propia idea de cómo quería que la hiciera. Sin embargo, de alguna manera, sin importar cuánto lo intentara, simplemente no pudimos hacerlo como él había imaginado... Al final, dije que lo hiciéramos a mi manera, porque seguramente no teníamos nada que perder después de haberlo intentado una y otra vez y no haberlo logrado”. «Stormy Weather» es la primera canción de un álbum en la que Ellison toca el piano. Ella explicó: “Ted escuchó lo que estaba haciendo y me dijo que sonaba realmente bien. Pensé que estaba bromeando, porque no leo música ni nada y cuando sugirió que simplemente lo grabáramos, ¡le dije que tenía que estar loco!”

## Recepción de la crítica
Un escritor no especificado de Record World escribió: “La apasionada voz de esta conmovedora cantante está bien presentada, con una delicada pero poderosa producción de Ted Templeman embellecida por conmovedoras cuerdas y trompetas de Nick DeCaro”. Un escritor no especificado de Billboard comentó: “Excelente esfuerzo de una poderosa vocalista en su primer set en varios años. Gran parte del álbum tiene un aire góspel, pero no lo suficiente como para evitar que obtenga una gran reproducción en la radio. Quizás lo mejor de la Sra. Ellison es su capacidad para gritar como los mejores, pero al mismo tiempo ejercita una voz muy controlada”.

## Lista de canciones
| Lado uno |                               |                     |          |  |
| N.º      | Título                        | Escritor(es)        | Duración |  |
| 1.       | «Walk Around Heaven All Day»  | Cassietta George    | 3:52     |  |
| 2.       | «Country Woman's Prayer»      | Lorraine Ellison    | 3:58     |  |
| 3.       | «Do Better than You're Doin'» | Ellison             | 3:25     |  |
| 4.       | «If Only I Could See Him»     | Ellison Girard King | 4:21     |  |

| Lado dos |                          |                          |          |  |
| N.º      | Título                   | Escritor(es)             | Duración |  |
| 1.       | «No Relief»              | Mark Jordan Rip Stock    | 3:09     |  |
| 2.       | «I'll Fly Away»          | Ellison                  | 2:26     |  |
| 3.       | «The Road I Took to You» | Barbara Keith            | 3:51     |  |
| 4.       | «Stormy Weather»         | Harold Arlen Ted Koehler | 3:41     |  |
| 5.       | «Many Rivers to Cross»   | Jimmy Cliff              | 3:06     |  |

## Créditos y personal
Créditos adaptados desde las notas de álbum de Lorraine Ellison.
Personal técnico
- Ted Templeman – productor
- Donn Landee – ingeniero de audio
- Mark Jordan – arreglos
- Nick DeCaro – arreglos
- Ed Thrasher – director artístico
- Gary Gross – fotografía
- Gribbitt! – diseño